# Bergantín Águila
El Águila, luego Pueyrredón, fue un bergantín de la Armada de Chile que participó en las guerras de independencia de Chile y Perú. Originalmente fue un buque mercante estadounidense o inglés, construido en 1796 y bautizado Eagle. En 1816 los españoles lo capturaron por realizar el contrabando y lo destinaron para el comercio. En 1817 los chilenos lo capturaron y se convirtió en el primer buque de guerra de la primera escuadra nacional de Chile, sirviendo hasta 1821.

## Historia

### Construcción y origen
El bergantín fue construido en 1796, de origen estadounidense o inglés, bautizado como Eagle. Era un buque construido para el comercio de cabotaje. Tenía un desplazamiento de 220 toneladas y una dotación de 43 hombres.

### Como buque mercante español
Fue apresado en 1816 por las autoridades realistas de Coquimbo, por realizar el comercio de contrabando en Chile. Bajo bandera española siguió realizando el comercio como Águila, al mando del capitán español José Anacleto Goñi.

### Al servicio de Chile
El 26 de febrero de 1817 ancló en Valparaíso, sin sospechar de los cambios en la zona tras la batalla de Chacabuco, ya que las autoridades patriotas del puerto mantenían izada la bandera española en tierra. Fue apresado ese mismo día por un grupo de soldados a cargo de Raimundo Morris, marino irlandés que servía como oficial en el Ejército de los Andes.
El gobierno chileno le confirió el mando del buque a Morris, con una tripulación compuesta por un segundo oficial, dos pilotos y 43 hombres entre extranjeros y chilenos. Se le armó con 16 carronadas mediante una requisición a los buques mercantes que había en el puerto. De este modo, el Águila se convirtió en el primer buque de la naciente escuadra chilena.
A comienzos de marzo realizó su primera tarea que fue recorrer la costa hasta San Antonio, regresando a Valparaíso sin novedad. El 17 de marzo zarpó nuevamente con el objeto de llevar a cabo la repatriación de los 78 patriotas chilenos que se encontraban desterrados en el archipiélago Juan Fernández, retornando con ellos el 31 de ese mes. Para esta misión fueron embarcados 25 cazadores, siendo estos el germen de la infantería de marina de Chile.
El 8 de abril volvió a zarpar de Valparaíso para recorrer la costa hasta San Antonio y convoyar al bergantín español Araucano, que había sido apresado por el comisionado de ese lugar. Pero el buque español logró escapar y solo pudo regresar con el capitán, el piloto y 4 marineros que habían quedado en tierra.
Entre julio y octubre, el Águila capitaneado por Morris fue alistado en varias ocasiones junto a otros buques chilenos para actuar bajo la dirección del capitán Juan José Tortel, debido a la amenaza de la Real Armada española en la costa chilena, sobre todo frente a Valparaíso. En julio intentó atacar, junto con el bergantín Rambler, a la corbeta Sebastiana que se puso frente al puerto, pero cuando zarparon no la encontraron, por lo que continuaron hacia el sur hasta llegar a la altura de Talcahuano y luego regresaron sin novedad alguna. El 10 de agosto intentó atacar, con el Rambler y la fragata armada María, a la fragata Venganza y al bergantín Pezuela que bloqueaban el puerto, pero estos buques se retiraron. A inicios de octubre, durante sus salidas a los alrededores del puerto, capturó a la fragata armada Perla, que a causa de un temporal se había separado de un convoy español con el que venía de Cádiz. En ese mismo mes, junto con una lancha cañonera, se enfrentó a la Venganza frente al puerto y, tras un corto cañoneo, el buque español se retiró. Después de estos hechos permaneció a la defensiva, ya que más buques de guerra españoles se presentaron en el puerto.
En abril de 1818 el Águila comenzó a ser alistado, junto con la recientemente comprada fragata Lautaro, para levantar el bloqueo de Valparaíso. Pero debido a la necesidad de completar la marinería de la nueva fragata, se debió deshabilitar al bergantín y a otros buques. Tras esto, la Lautaro logró romper definitivamente el bloqueo del puerto.
En junio formó parte de una escuadrilla con la Lautaro, con la capacidad de realizar una campaña de cinco meses, y se le dio el mando de esta fuerza al capitán Juan Higginson, marino inglés al servicio de Chile. En julio se le cambió el nombre por el de Pueyrredón en honor a Juan Martín de Pueyrredón, director supremo de las Provincias Unidas del Río de la Plata que apoyó anteriormente la campaña de Chile.
En septiembre formaba parte de la ya creada primera escuadra naval de Chile, que tenía como comandante a Manuel Blanco Encalada. El bergantín siguió portando 16 cañones, pero su tripulación aumentó a 100 hombres y su nuevo comandante fue Fernando Vásquez. El 9 de octubre permaneció en Valparaíso cuando el resto de la escuadra naval, bajo el mando de Blanco Encalada, zarpó hacia el sur para capturar un convoy español proveniente de Cádiz. Aunque posteriormente se intentó despacharla hacia el sur para ayudar a marinar los buques españoles capturados, lo que no se pudo realizar debido a la falta de recursos.
En 1819 participó en las dos incursiones navales que el almirante Thomas Cochrane realizó a Perú, en enero y septiembre. Su capitán en estas incursiones fue Guillermo Prunier. En la primera incursión estuvo integrada a la división que comandaba Blanco Encalada, encargada de bloquear el Callao. Durante la segunda incursión participó en el segundo bloqueo del Callao, actuando en el ataque con cohetes Congreve y brulotes, y luego en un intento de ardid en el que se le camufló como un buque mercante español. También participó en la persecución de la fragata Prueba hasta la isla Puná y en el patrullaje de la zona.
A mediados de 1820, también capitaneado por Prunier, zarpó de Valparaíso conduciendo desterrados políticos hacía la costa de Nueva Granada, y de regreso, se unió a la expedición libertadora del Perú. Durante ese año estuvo presente en el bloqueo del Callao, y en julio del año siguiente, fue dado de baja por Cochrane al estar inutilizada para el servicio, siendo desmantelado y distribuida su tripulación en otros buques de la marina. Bernardo O'Higgins, director supremo de Chile, quiso conservarlo como reliquia histórica, pero no fue posible por su mal estado. El casco del buque quedó varado frente a Ancón y, el 28 de septiembre, se fue a pique en ese lugar.

### Citas
1. ↑  López Urrutia, Carlos (1971). La escuadra chilena en México (1822): Los corsarios chilenos y argentinos en los mares del norte. Chile: Editorial F. de Aguirre. p. 109.
2. 1 2 3  López Urrutia, 2007, p. 22.
3. ↑  Rodriguez, 1972, p. 155.
4. 1 2  «Bergantín "Águila" 1°». Armada de Chile. Consultado el 6 de febrero de 2021.
5. 1 2  Barros Arana, Diego (1890). Historia jeneral de Chile XI. Chile: Imprenta Cervantes. p. 40.
6. 1 2  Uribe Orrego, 1891, p. 8.
7. ↑  López Urrutia, 2007, pp. 22-23.
8. 1 2 3  Rodriguez, 1972, p. 156.
9. ↑  Uribe Orrego, 1891, p. 9.
10. ↑  Rodriguez, 1972, pp. 155-156.
11. ↑  Uribe Orrego, 1891, p. 10.
12. ↑  Toledo Leal, Guillermo (1999). «Continuidad histórica y orgánica de la infantería de marina en la Armada de Chile». Revista de Marina (Chile) 116 (853): 526.
13. ↑  Uribe Orrego, 1891, pp. 11-12.
14. ↑  Uribe Orrego, 1891, pp. 13-24.
15. ↑  Uribe Orrego, 1891, pp. 14-18.
16. ↑  López Urrutia, 2007, pp. 24-25.
17. ↑  Uribe Orrego, 1891, pp. 22-23.
18. 1 2  López Urrutia, 2007, p. 26.
19. ↑  Uribe Orrego, 1891, p. 48.
20. ↑  López Urrutia, 2007, p. 32.
21. ↑  Uribe Orrego, 1891, pp. 113-114.
22. ↑  Uribe Orrego, 1891, p. 154.
23. ↑  Moreno Espíldora, Eduardo (1964). Libro de oro de Talcahuano: Bicentenario, 1764-1964. Chile: Escuela Tipográfica Salesiana. p. 121.
24. ↑  López Urrutia, 2007, p. 59.
25. ↑  López Urrutia, 2007, p. 65.
26. ↑  Uribe Orrego, 1892, pp. 51-53.
27. ↑  Uribe Orrego, 1892, pp. 113-115, 121-124.
28. ↑  Uribe Orrego, 1892, pp. 135-139.
29. ↑  Uribe Orrego, 1892, pp. 161, 165-166.
30. ↑  de Avila Martel, Alamiro (1976). Cochrane y la independencia del Pacífico. Chile: Editorial Universitaria. p. 217.
31. ↑  Eleta, Fermín; Barros, Marcelo; Leoni Houssay, Luis Alberto (1981). San Martín y la libertad de Chile II. Argentina: Editora Importécnica. p. 87.
32. ↑  Uribe Orrego, 1892, p. 261.